# Divadlo pod Plachtou
Divadlo pod Plachtou bylo označení zájezdové divadelní skupiny vedené hercem Jindřichem Plachtou, složené především z herců Divadla 5. května, která od podzimu roku 1945 vyjížděla k divadelním představením mimo Prahu, od února 1946 pak pod hlavičkou Vesnického divadla .
Ve skupině se vystřídala řada známých českých herců, např. František Kovářík, Otomar Korbelář, Lída Plachá, Zdeněk Řehoř, Jiří Holý, Otto Šimánek, Eva Šmeralová a další  a režie byla zajišťována např. režiséry Antonínem Kuršem, Františkem Salzerem, Zdeňkem Míkou a dalšími. Divadelní skupina měla k dispozici jeden autobus a jednoho technického pracovníka. Herci sami stavěli a skládali dekorace .
Plachtova skupina odehrála pod hlavičkou Vesnického divadla celkem 70 představení. Její činnost byla ukončena v říjnu 1946 pro zhoršení zdravotního stavu Jindřicha Plachty .

## Divadelní hry, výběr
- 1945 E. M. Labiche: Pan Perichon na cestách
- 1946 Večer slovanských aktovek: Bože, to je člověk, režie Antonín Kurš a František Salzer
- 1946 A. P. Čechov: Medvěd, Vesnické divadlo, režie Zdeněk Míka
- 1946 G. Gradov: Směšná práce, Vesnické divadlo, režie Zdeněk Míka
- 1946 V. Krylov: Medvěd námluvčím, Vesnické divadlo, režie Zdeněk Míka

## Citát
| „           | Bylo to krásné, snad vůbec nejkrásnější období mé herecké práce, těch pár měsíců v „Divadle pod Plachtou“. A ohromná škola života. Poznal jsem nadšené, obětavé lidi, přátele na celý život. A snažil jsem se jim podobat... Vždycky když se vidíme s někým z toho dávného Plachtova souboru, zajiskří nám v očích. | “ |
| — Jiří Holý | |   |